# Crepis lyrata
Crepis lyrata là một loài thực vật có hoa trong họ Cúc. Loài này được (L.) Froel. mô tả khoa học đầu tiên năm 1838.